# Turbăria Ruginosu
Turbăria Ruginosu este o arie protejată de interes comunitar ce corespunde categoriei a IV-a IUCN (rezervație naturală de tip botanic), situată în estul Transilvaniei, pe teritoriul județului Covasna.

## Localizare
Aria naturală se află în partea sud-estică a județului Covasna, pe teritoriul administrativ al comunei Zagon, în apropiere de drumul comunal DC14, care leagă stațiunea Covasna de satul Comandău.

## Înființare
Rezervația naturală a fost declarată arie protejată prin Hotărârea de Guvern nr. 1143 din 2007 (privind instituirea de noi arii naturale protejate) și se întinde pe o suprafață de 355 ha. 

## Biodiversitate
Aria naturală suprapusă sitului de importanță comunitară - Turbăria Ruginosu - Zagon, reprezintă o zonă naturală (mlaștini turboase, păduri de conifere, păduri în amestec, păduri în tranziție, pajiști și pășuni) încadrată în bioregiunea alpină a Munțilolor Brețcului (grupă muntoasă a Carpaților de Curbură, aparținând lanțului carpatic al Orientalilor). 

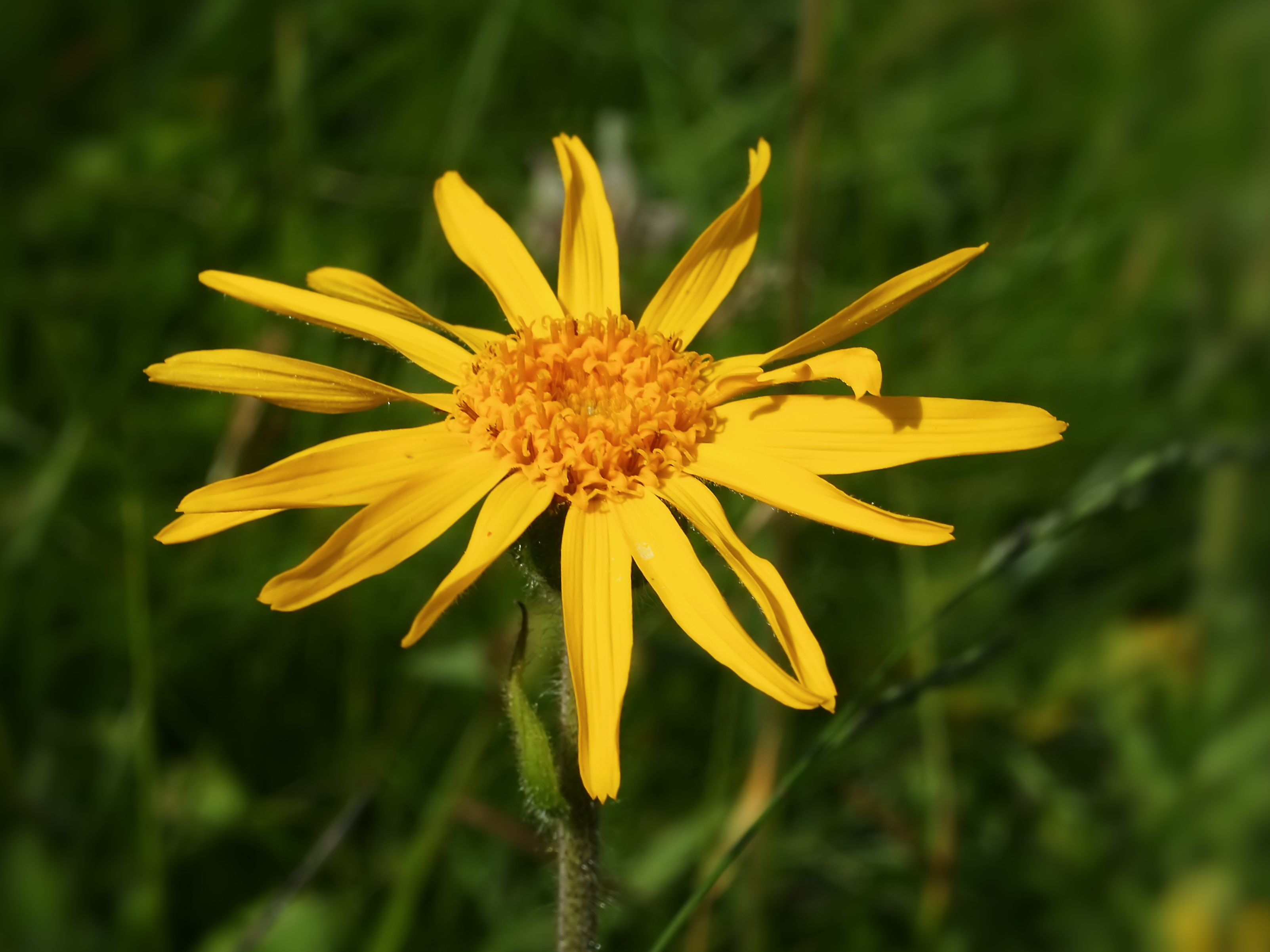
Arnică (Arnica montana)

Rezervația conservă trei tipuri de habitate naturale de interes comunitar; astfel:
• Păduri acidofile de Picea abies din regiunea montană (Vaccinio-Piceetea);
• Turbării cu vegetație forestieră;
• Mlaștini turboase de tranziție și turbării oscilante (nefixate de substrat).
Flora lemnoasă este constituită din arbori și arbusti cu specii de pin de pădure (Pinus sylvestris), molid (Picea abies), mesteacăn pufos (Betula pubescens), arin-alb (Alnus incana), răchită (Salix pentandra), merișor (Vaccinium vitis-idaea), afin (Vaccinium myrtillus), răchițeauă (Vaccinium oxycoccos). 
La nivelul ierburilor vegetează o gamă diversă de plante caracteristice turbăriilor; printre care: curechi de munte (Ligularia sibirica) -  specie protejată prin Directiva Consiliului European 92/43/CE din 21 mai 1992 (privind conservarea habitatelor naturale și a speciilor de faună și floră sălbatică), omag vânăt (Aconitum toxicum), arnică (Arnica montana), ruginare (Andromeda polifolia), brădișor (cu specii de: Lycopodium selago și Huperzia selago) sau pedicuță (Lycopodium clavatum).

## Căi de acces
- Drumul județean DJ121, pe ruta: Sfântu Gheorghe - Reci - Brateș - Covasna - drumul comunal DC14, în direcția Comandău.

## Monumente și atracții turistice
În vecinătatea rezervației naturale se află câteva obiective de interes istoric, cultural și turistic (lăcașuri de cult, cetăți, conace, monumente de arhitectură); astfel:

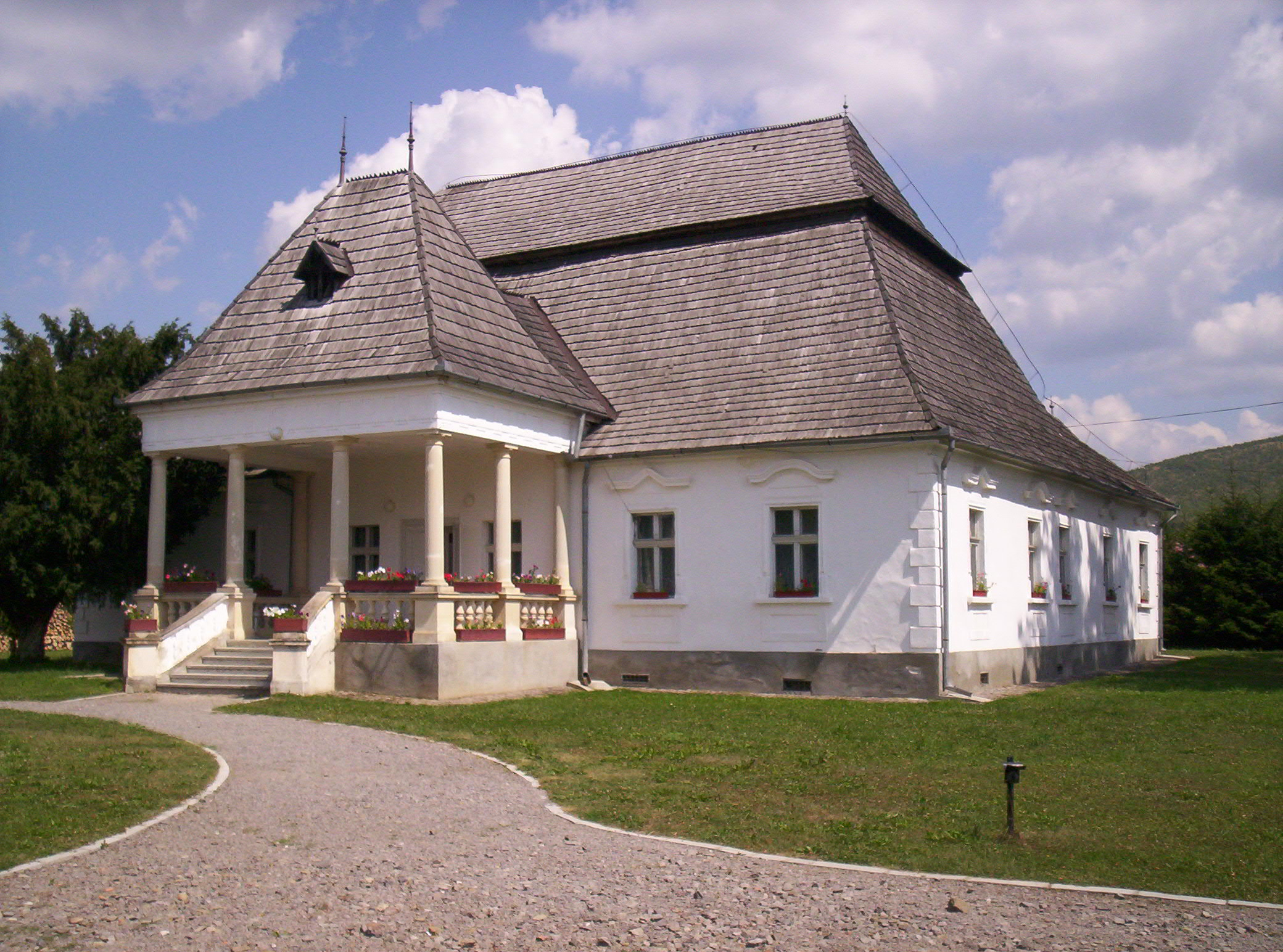
Conacul Mikes Szentkereszty din Zagon

- Biserica "Sf. Arhangheli" din Zagon, construcție 1814, monument istoric (cod LMI CV-II-m-B-13325).
- Biserica "Sf. Nicolae" din Covasna, construcție 1793, monument istoric (cod LMI CV-II-m-B-13198).
- Conacul "Mikes Szentkereszty" din Zagon, construcție 1632, monument istoric (cod LMI CV-II-m-A-13326.01).
- Cazinoul de la Comandău (azi primărie, grădiniță, casă de cultură), construcție secolul al XIX-lea, monument istoric (cod LMI CV-II-m-B-13194).
- Ansamblu tehnic - Planul înclinat de la Comandău (Covasna - Valea Zânelor), construcție 1886, monument istoric (cod LMI CV-II-a-A-13195).
- Situl arheologic "Cetatea Zânelor" de la Covasna (fortificație: sec. I a. Chr.-I p. Chr., Latène, Cultura geto - dacică și așezări atribuite perioadelor: Hallstatt și Epoca bronzului).